# هوانغ لي
هوانغ لي (بالصينية: 黃磊) هو مغني وكاتب سيناريو وممثل صيني، ولد في 6 نوفمبر 1971 في الصين.

## وصلات خارجية
- هوانغ لي على موقع IMDb (الإنجليزية)
- هوانغ لي على موقع ميوزك برينز (الإنجليزية)
- هوانغ لي على موقع ديسكوغز (الإنجليزية)
- هوانغ لي على موقع قاعدة بيانات الفيلم (الإنجليزية)